# Вількув (Свідницький повіт)
Вількув (пол. Wilków) — село в Польщі, у гміні Свідниця Свідницького повіту Нижньосілезького воєводства.
Населення — 339 осіб (2011).
У 1975-1998 роках село належало до Валбжиського воєводства.

## Демографія
Демографічна структура станом на 31 березня 2011 року:
|          | Загалом | Допрацездатний вік | Працездатний вік | Постпрацездатний вік |
| -------- | ------- | ------------------ | ---------------- | -------------------- |
| Чоловіки | 179     | 40                 | 119              | 20                   |
| Жінки    | 160     | 22                 | 99               | 39                   |
| Разом    | 339     | 62                 | 218              | 59                   |